# Ampheres fuscopunctatus
Ampheres fuscopunctatus is een hooiwagen uit de familie Gonyleptidae. De wetenschappelijke naam van Ampheres fuscopunctatus gaat terug op B. Soares.